# 오토역
오토역(일본어: 大戸駅)은 일본 지바현 가토리시에 위치한 동일본 여객철도 나리타선의 철도역이다. 섬식 승강장 1면 2선의 구조를 갖춘 지상역이다.

## 타는 곳
| 1 · 2 | ■ 나리타선 | 하행 | 사와라 · 조시 · 가시마진구 방면                                           |
| 1 · 2 | ■ 나리타선 | 상행 | 나리타 · 지바 · 도쿄 · 시나가와 · 요코하마 방면 (소부 쾌속선·요코스카 선) |

## 이용 현황
| 승차 인원 추이 | 승차 인원 추이 |
| 연도           | 1일 평균       |
| -------------- | -------------- |
| 1990           | 401            |
| 1991           | 406            |
| 1992           | 400            |
| 1993           | 407            |
| 1994           | 393            |
| 1995           | 417            |
| 1996           | 417            |
| 1997           | 410            |
| 1998           | 410            |
| 1999           | 389            |
| 2000           | 368            |
| 2001           | 368            |
| 2002           | 357            |
| 2003           | 351            |
| 2004           | 291            |
| 2005           | 267            |
| 2006           | 243            |

## 역 주변
- 가토리 시립 사와라 제 5 소학교

## 인접 역
| 동일본 여객철도 나리타선 | 동일본 여객철도 나리타선 | 동일본 여객철도 나리타선 |
| ------------------------ | ------------------------ | ------------------------ |
| 시모사코자키 사쿠라 방면 | ■ 나리타선               | 사와라 조시 방면         |